# Боцан, Дан-Анджело
Дан-Анджело Боцан (рум. Dan-Angelo Boțan; род. 19 февраля 2005) — молдавский футболист, нападающий клуба «Шериф».

## Карьера
Воспитанник футбольной академии тираспольского «Шерифа». Осенью 2021 года футболист в составе команды до 19 лет принимал участие в юношеской лиге УЕФА, где выступал против юношеских команд «Реал Мадрида», миланского «Интера» и донецкого «Шахтёра». Позже футболист продолжал выступать в составе юношеской команды до 19 лет. В июле 2023 года футболист был переведён в основную команду клуба, вместе с которым позже отправился на квалификационные матчи Лиги чемпионов УЕФА. В рамках второго квалификационного раунда молдавский клуб вылетел от израильского «Маккаби» Хайфа в Лигу Европы УЕФА. Дебютировал за клуб 13 августа 2023 года в матче молдавской Суперлиги против клуба «Спартаний», выйдя на замену на 77 минуте. Свой первый матч в рамках еврокубкового турнира сыграл в третьем квалификационном раунде Лигу Европы УЕФА против белорусского БАТЭ, выйдя на замену на 85 минуте. Затем в квалификационном раунде плей-офф по сумме матчей был побеждён фарерский клуб «КИ Клаксвик», однако сам футболист остался на скамейке запасных, и молдавский клуб вышел в групповой этап Лиги Европы УЕФА. Первый матч в групповом этапе Лиги Европы УЕФА сыграл 21 сентября 2023 года против итальянской «Ромы». В октябре 2023 года вместе с юношеской командой клуба отправился выступать в юношеской лиге УЕФА. По итогу группового этапа Лиги Европы УЕФА футболист вместе с клубом занял итоговое последнее место и завершил своё выступление на еврокубковом турнире.

## Международная карьера
В январе 2021 года футболист в составе юношеской сборной Молдовы до 17 лет отправился на Кубок Развития. Дебютировал за сборную 31 января 2021 года в матче против сборной Беларуси. Дебютный гол за сборную забил 3 февраля 2021 года против сборной Таджикистана. По итогу вместе со сборной стал бронзовым призёром турнира. В октябре 2021 года вместе со сборной отправился на квалификационные матчи юношеского чемпионата Европы.
В июне 2023 года получил вызов в юношескую сборную Молдовы до 19 лет, за которую дебютировал в товарищеских матчах против сборной Казахстана, в обоих матчах отличившись по забитому голу и результативной передачей. В ноябре 2023 года футболист вместе со сборной отправился на квалификационные матчи юношеского чемпионата Европы.